# Balance de Kibble
Pour les articles homonymes, voir balance.

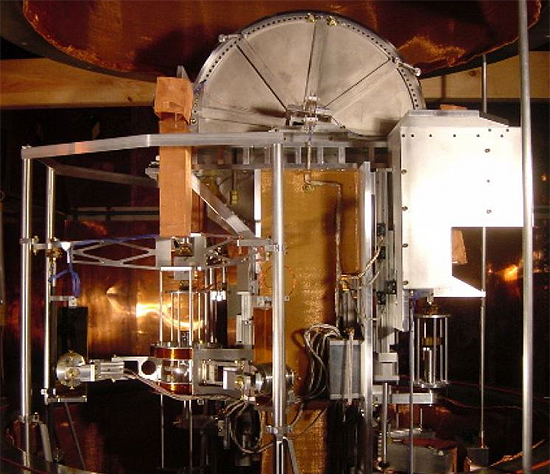
Balance de Kibble du National Institute of Standards and Technology. Le dôme qui descend autour de la balance lors de la mise sous vide est visible au-dessus de l'appareil.

La balance de Kibble (anciennement balance du watt) est un appareil qui permet de convertir, avec neuf chiffres significatifs, la puissance mécanique en puissance électrique et vice-versa. Il a été proposé en 1976 par Bryan Peter Kibble (1938-2016), et rebaptisé en sa mémoire par la communauté internationale de métrologie. Ce dispositif est notamment utilisé dans la nouvelle définition du kilogramme depuis 2018.

## Description de la balance théorique
Dans le cas de la balance de Kibble, il faut effectuer deux mesures : l'une statique, qui est celle de la balance de Cotton ; l'autre dynamique qui mesure une différence de potentiel d'induction de Faraday.
La mesure statiqueconsiste à équilibrer la masse étalon (en l'occurrence le kilogramme) par une force de Laplace usuelle : {\displaystyle m\cdot g=B\cdot l\cdot I\,}
La bobine de longueur {\displaystyle l} est circulaire et horizontale, le champ magnétique est radial et horizontal et la force de Laplace est donc verticale. On mesure {\displaystyle I} via un effet Josephson {\displaystyle U} et une résistance de Klitzing {\displaystyle R}. La mesure de {\displaystyle g} ne pose plus de problème à l'heure actuelle, au niveau de précision requis.
La mesure dynamiqueconsiste à déplacer verticalement à vitesse constante la bobine : on recueille la différence de potentiel d'induction {\displaystyle E=B\cdot l\cdot v\,} : on mesure {\displaystyle v} et on mesure {\displaystyle E} par effet Josephson.
Si {\displaystyle B} et {\displaystyle l} ne varient pas entre les deux mesures on a : 
{\displaystyle m\cdot g\cdot v=E\cdot I\,}
ce qui permet la mesure de {\displaystyle m} à l'aide de la relation :
{\displaystyle m={\frac {E\cdot U}{R\cdot g\cdot v}}\,}

## Métrologie
La difficulté est évidemment la métrologie de {\displaystyle v} en maintenant {\displaystyle B} constant (d'environ 1 T) : il faut réaliser sur environ 4 cm d'entrefer un champ à symétrie de révolution, uniforme sur les 4 cm, ce qui exige un entrefer extrêmement bien usiné (il ne doit pas être d'épaisseur égale) et il faut que la bobine passe à un endroit exact, ce qui exige une symétrie parfaite du dispositif de translation de la bobine.
Il importe d'avoir une meilleure stabilité, répétabilité, et sensibilité qu'une balance métrologique ordinaire. Le kilogramme international (la définition de cette unité scientifique) en dépend désormais, et ses variations (adsorption, nettoyage…) peuvent être enregistrées. La mesure faite par la balance repose donc sur la valeur de la constante de Planck. La valeur de cette constante « h » a donc été fixée, tout comme en 1983 avait déjà été fixée la valeur de la célérité c de la lumière dans le vide.
De même plusieurs autres constantes ont été fixées pour que l'ensemble du système d'unités ne dépende plus d'aucun étalon.

## Pour approfondir